# Moto Guzzi V11
La V11 est un modèle de moto construit par l'usine italienne Moto Guzzi.
La V11 Sport est présentée pour la première fois au salon de Milan 1997. Mais la situation financière de l'usine n'est pas la meilleure. Il faut attendre 1999, et surtout l’année suivante avec le rachat de la firme par Aprilia, pour qu'elle soit produite et relancée.
Elle arbore les couleurs qui ont fait l'histoire de la marque, celles recouvrant la V7 Sport : le vert dit Verde Legnano et le cadre rouge. L'esthétique est l'œuvre de Marabese Design.
Elle reprend le moteur de la 1100 Sport, un classique bicylindre en V à 90° face à la route, refroidi par air, et lui-même issu d’un moteur, conçu par Giulio Cesare Carcano en 1965, qui est emblématique de la marque depuis plus de soixante ans. Il conserve aussi l’arbre à cames central de la 1100 Sport et ne reprend donc pas la culasse à quatre soupapes et arbre à cames en tête de la Daytona et de la Centauro.
Néanmoins, la V11 est équipée d’une toute nouvelle boîte de vitesses à six rapports et à système de sélection extractible sans dépose du bloc-moteur-boite. Il développe 91 ch pour 9,4 kg m. Il est alimenté par une nouvelle injection électronique multi-points Magnetti-Marelli, la 16M. La traditionnelle commande d'embrayage par câble est remplacée par un système hydraulique, plus doux à l'usage.
Le cadre est du type poutre. La fourche inversée provient de chez Marzocchi et l'amortisseur est un Sachs ou un White Power.
Le freinage est confié à Brembo, avec deux disques flottants de 320 mm à l'avant et un disque de 282 mm à l'arrière, respectivement pincés par des étriers quatre et deux pistons série Or.
Les roues à trois bâtons sont également signées Brembo.
La position de conduite est typée sport, penchée sur l'avant, avec un appui sur les poignets important et des jambes très repliées. Néanmoins, la selle bénéficie d'un rembourrage assez important, compensant l'inconfort de la position de conduite.
En 2001, le cadre est renforcé pour améliorer la stabilité à haute vitesse. L'empattement est porté à 1 490 mm, pour la même raison.
L'usine ajoute également un petit tube, sous l'alternateur, reliant les deux conduits d'échappement, pour équilibrer la pression entre les tubes.
La V11 est retirée du catalogue courant 2006.

## Versions

### Avec ou sans saute-vent
- La V11 Sport est la première de la lignée. Elle est disponible en trois coloris : vert, noir ou gris, toujours avec le cadre rouge. Son bloc-moteur, ses carters de boîte de vitesses ainsi que son couple conique arrière sont peints en gris aluminium. La même teinte sera également utilisée pour peindre les roues à bâtons en aluminium.

En 2001, elle change de nom et s'appelle « V11 Sport Naked ». Elle est produite jusqu'en 2005.
Bien qu'identique mécaniquement, elles sortiront avec des nouvelles couleurs au catalogue et avec un traitement noir mat et « granuleux » qui couvrira en partie la mécanique. Seuls les cylindres, culasses et cache-culbuteurs échapperont au badigeonnage. Les roues sortiront quant à elles avec un époxy noir brillant.
- La V11 Rosso Mandello, première moto de l’ère Aprilia, est commercialisée en 2001 pour célébrer les 80 ans de la marque. Le cadre est gris et rouge, le réservoir, le capot de selle et les cache-culbuteurs rouges, les flancs de selle gris. Elle est équipée d'un saute-vent en carbone. Le carbone est également présent sur le garde-boue avant et les silencieux d'échappement. Mécaniquement, elle utilise un embrayage monodisque. Elle sort elle aussi avec les carters moteur, de boîte et de couple conique arrière de couleur noire mais avec une finition satinée et non granuleuse. Ses roues seront noires comme le reste de la production de V11.

Une première série numérotée de 300 exemplaires voit le jour, immédiatement suivie par une autre série non numérotée, ornée d’un drapeau italien à la place du numéro d’exemplaire.
- La V11 Sport CF sort en 2001 et est réservée au marché nord-américain. Elle est disponible en gris ou vert métal, avec un garde-boue avant, une protection de démarreur et un saute-vent en fibre de carbone. Elle est vendue 12 190 $.

- La V11 Sport TT apparaît en 2002. Également réservée à l'Amérique du nord, elle possède un réservoir noir et une coque de selle grise.

- La V11 Sport Scura utilise un petit saute-vent et des suspensions Öhlins. Elle est produite entre 2001 et 2003, puis remplacée en 2004 par la V11 Sport Scura R. Carters noirs « granuleux » généralisés pour toutes les V11 maintenant (exception faite des toutes premières V11 Le Mans Rosso Corsa qui ont les carters en noir satiné non granuleux).

La Scura R est noire avec une selle rouge. Une bande rouge court sur le saute-vent, le réservoir et le capot de selle.
- La V11 Ballabio est produite en 2003. Elle utilise un saute-vent et un guidon plus haut.

- La V11 Café Sport remplace la Scura entre 2003 et 2005. Elle est équipée du même saute-vent que celui de la Ballabio, de suspensions Öhlins, d'un échappement en titane et de repose-pieds et leviers en ergal.

- La V11 Coppa Italia est également produite entre 2004 et 2005 et se pare d'un coloris vert/blanc/rouge sur le saute-vent, le réservoir et le capot de selle. Elle utilise également un guidon haut couleur bronze et à la particularité d'avoir un boîtier d'injection Magnetti-Marelli 16M programmé « officiellement » pour un championnat italien fait sur mesure par Aprilia (et qui ne rencontrera aucun succès).

- La V11 Playboy EE (pour Exclusive Edition) est une série spéciale présentée au salon de Bruxelles en 2003 commémorant les cinquante ans du magazine. Uniquement réservée au marché belge et néerlandais, ce modèle se singularise par sa livrée gris métal, complétée par des logos représentant le lapin, et son échappement en titane. Chaque acheteur a reçu un abonnement d'un an au magazine. Ceux qui ont passé commande avant le 15 avril 2003 ont également reçu deux laissez-passer pour assister à la soirée jubilé de Playboy qui a eu lieu à Amsterdam, dans le Heineken Music Hall le 25 avril 2003.

### Avec carénage tête de fourche
- La V11 Le Mans reprend, en 2001, un nom cher à la marque. Elle se pare d'un carénage tête de fourche enveloppant. En 2002, elle adopte une fourche de 43 mm de diamètre.

- La V11 Le Mans Tenni sort en même temps que la Le Mans, en hommage au pilote italien Omobono Tenni et aux couleurs de l’éphémère V8 500 cm3 de compétition de 1955 : le carénage tête de fourche est vert avec des plaques à numéro blanches, le réservoir en aluminium et le garde-boue avant sont gris et la selle est recouverte d’Alcantara marron. Elle utilise un embrayage monodisque. C'est une série limitée à 170 exemplaires, vendus entre octobre 2001 et janvier 2002.

Les Le Mans standard et Le Mans Tenni sont supprimées du catalogue en 2003.
- La V11 Rosso Corsa est produite entre 2002 et 2005. Elle est rouge et grise et un damier recouvre le réservoir, le carénage tête de fourche, les flancs et le capot de selle. Elle est équipée d'un ensemble de suspension Öhlins (les toutes premières sortiront avec les carters moteur, boîte et pont peints comme les Rosso Mandelo, et les suivantes auront le traitement des Naked, le « granuleux »).

- La V11 Nero Corsa a les mêmes caractéristiques que la Rosso Corsa. Comme son nom l'indique, elle est entièrement noire, à l'exception des caches-culbuteurs qui restent rouges. Elle sort en 2003 pour être retirée en 2005.

## Galerie

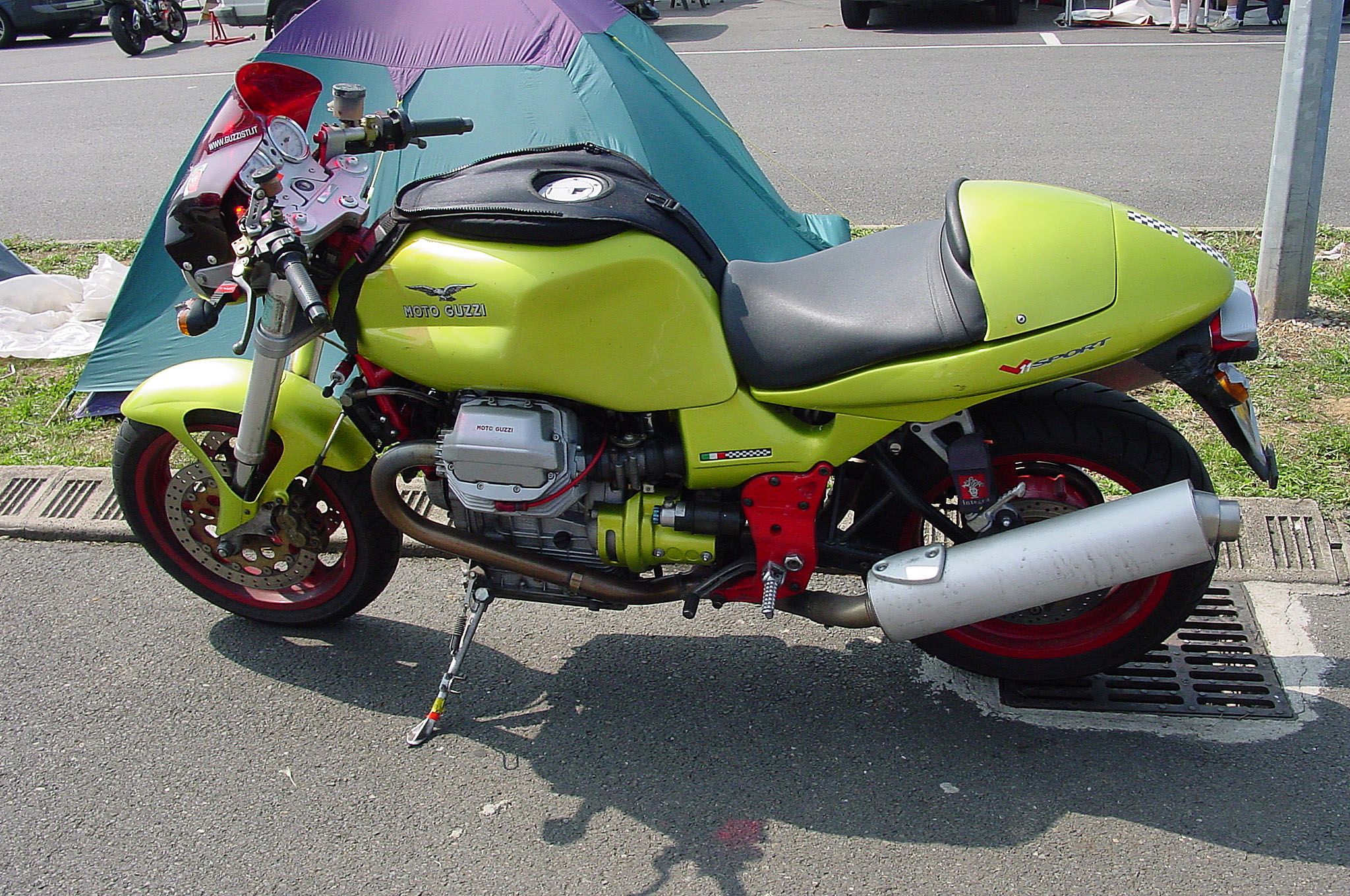
V11 Sport.
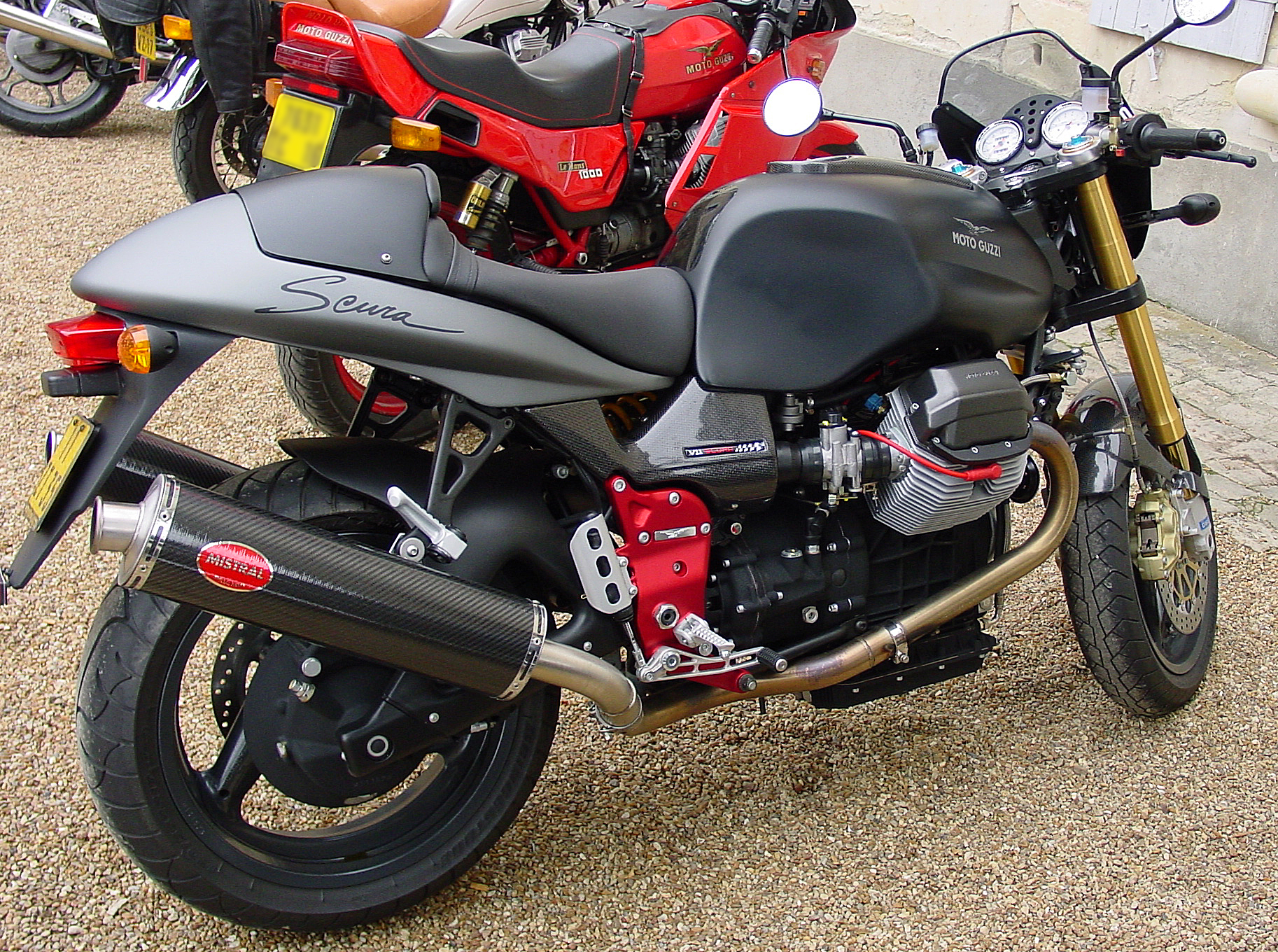
V11 Scura.
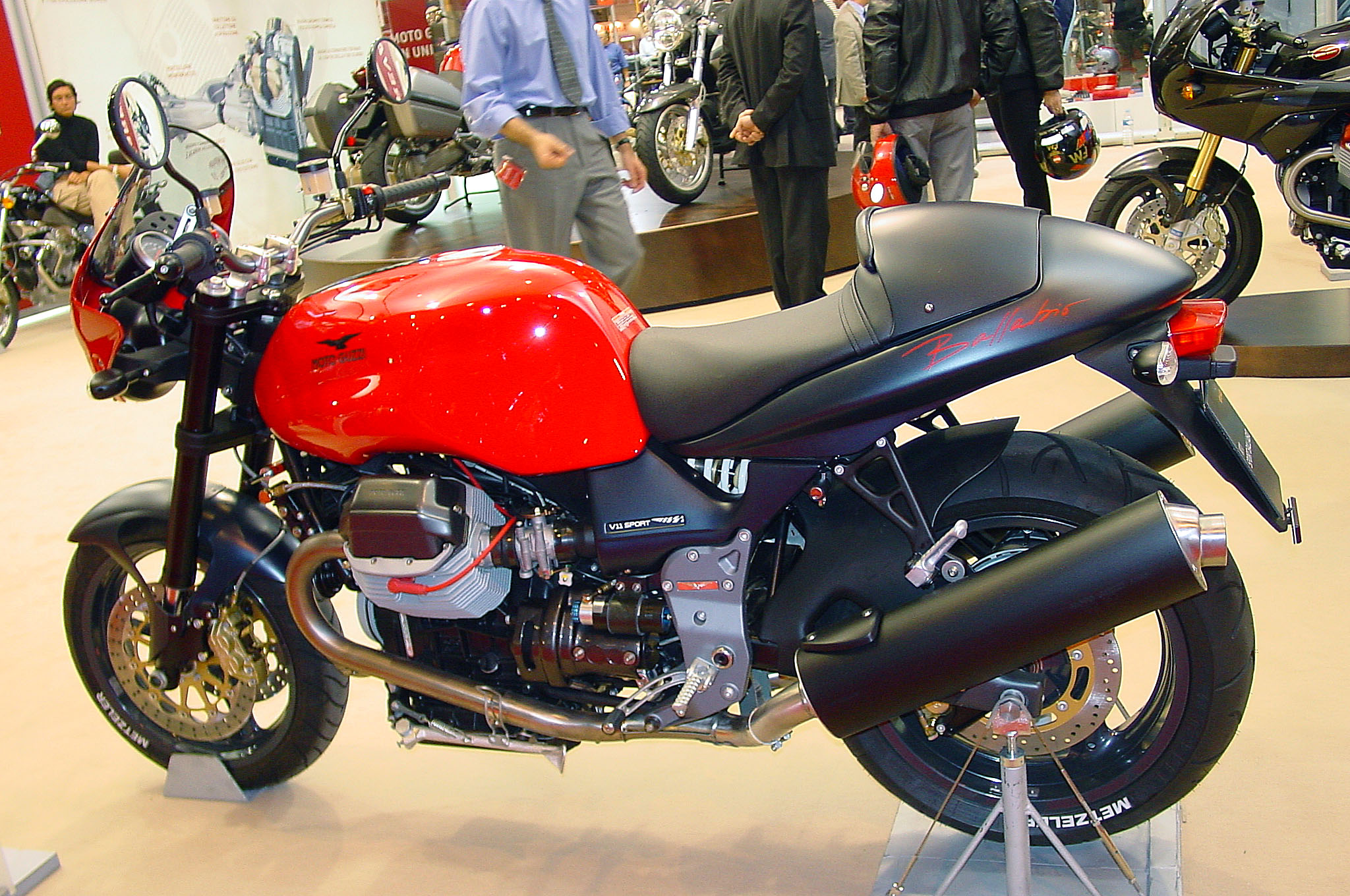
V11 Ballabio.
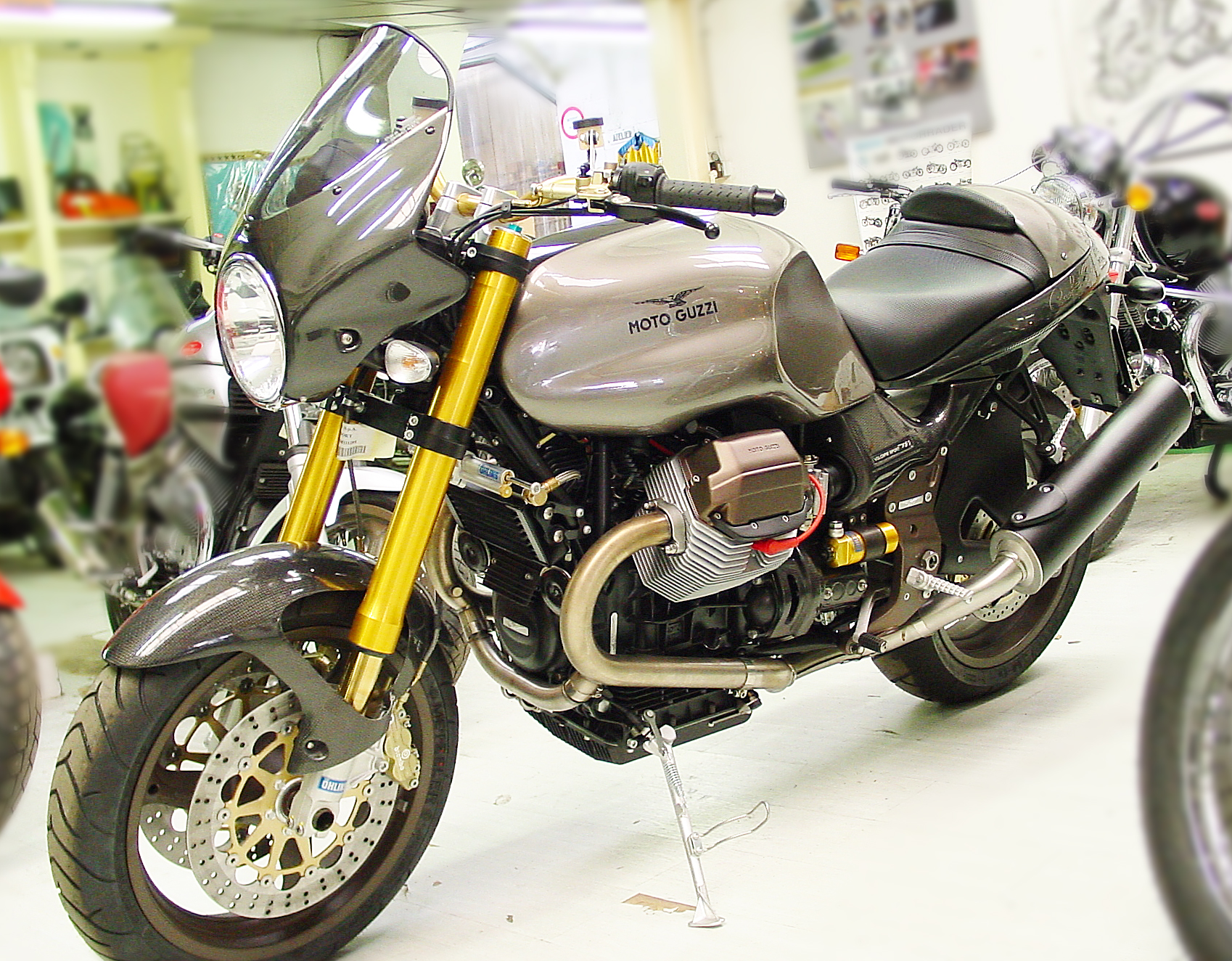
V11 Café Sport.
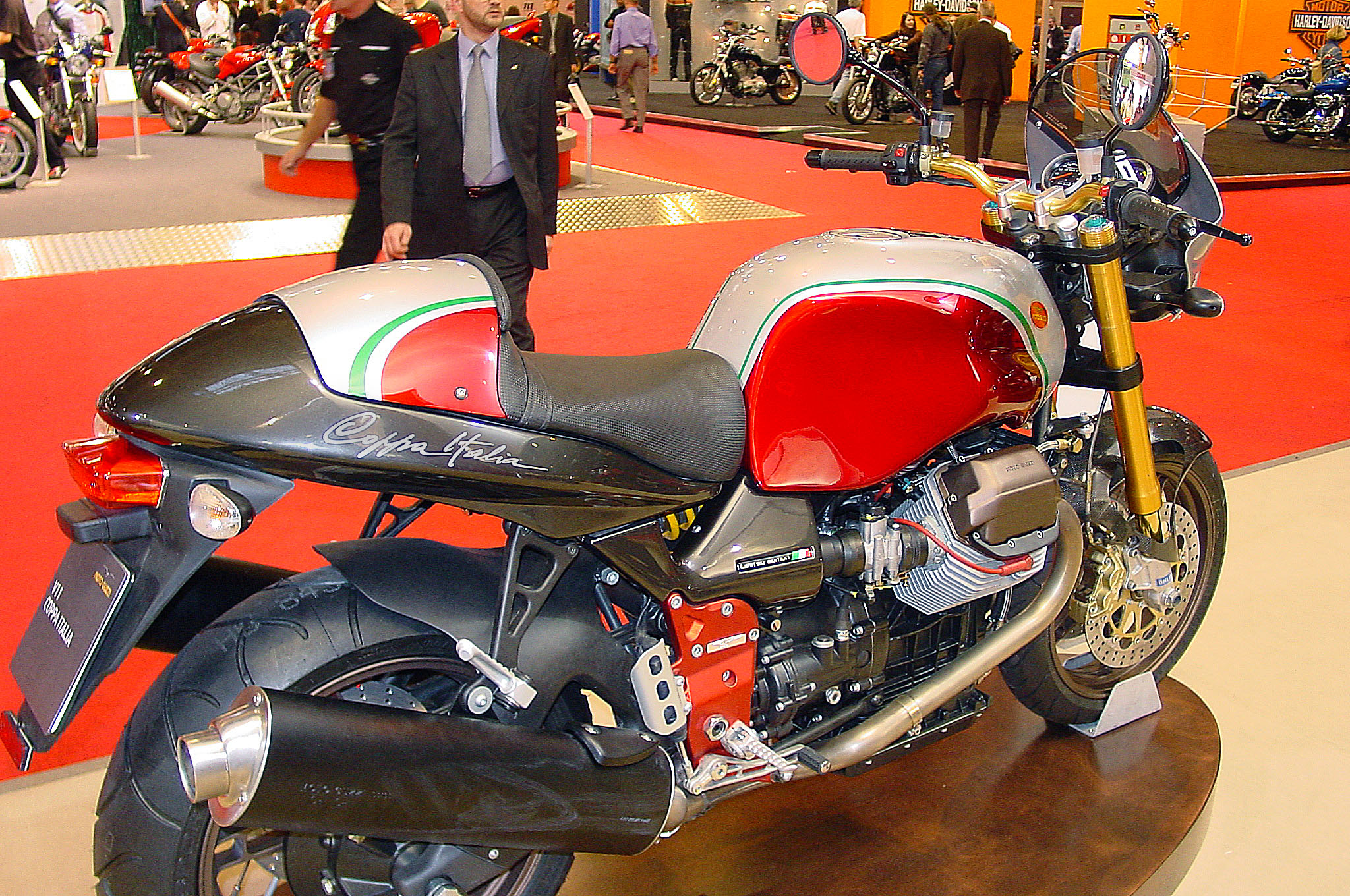
V11 Coppa Italia.
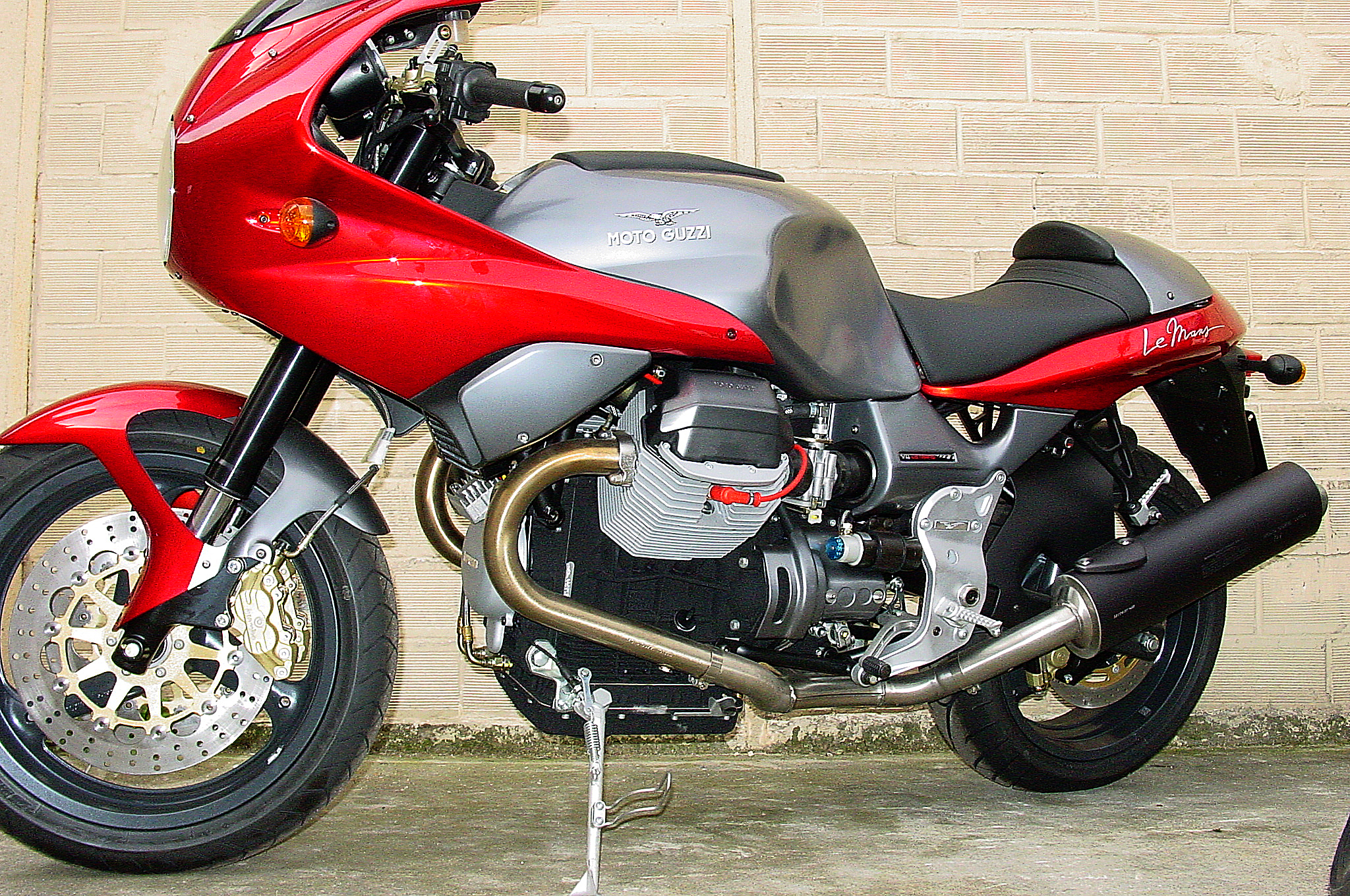
V11 Le Mans.
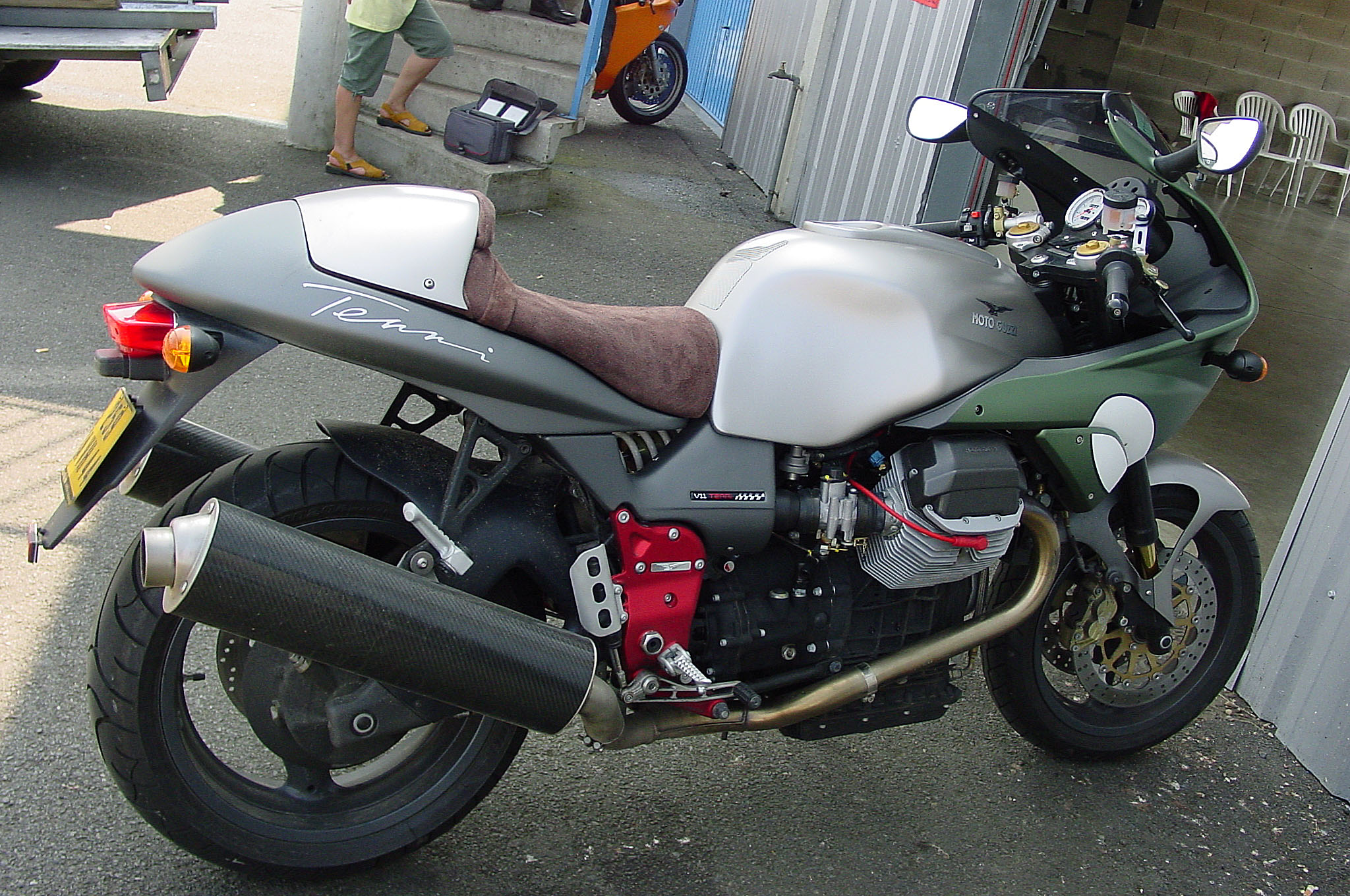
V11 Le Mans Tenni.
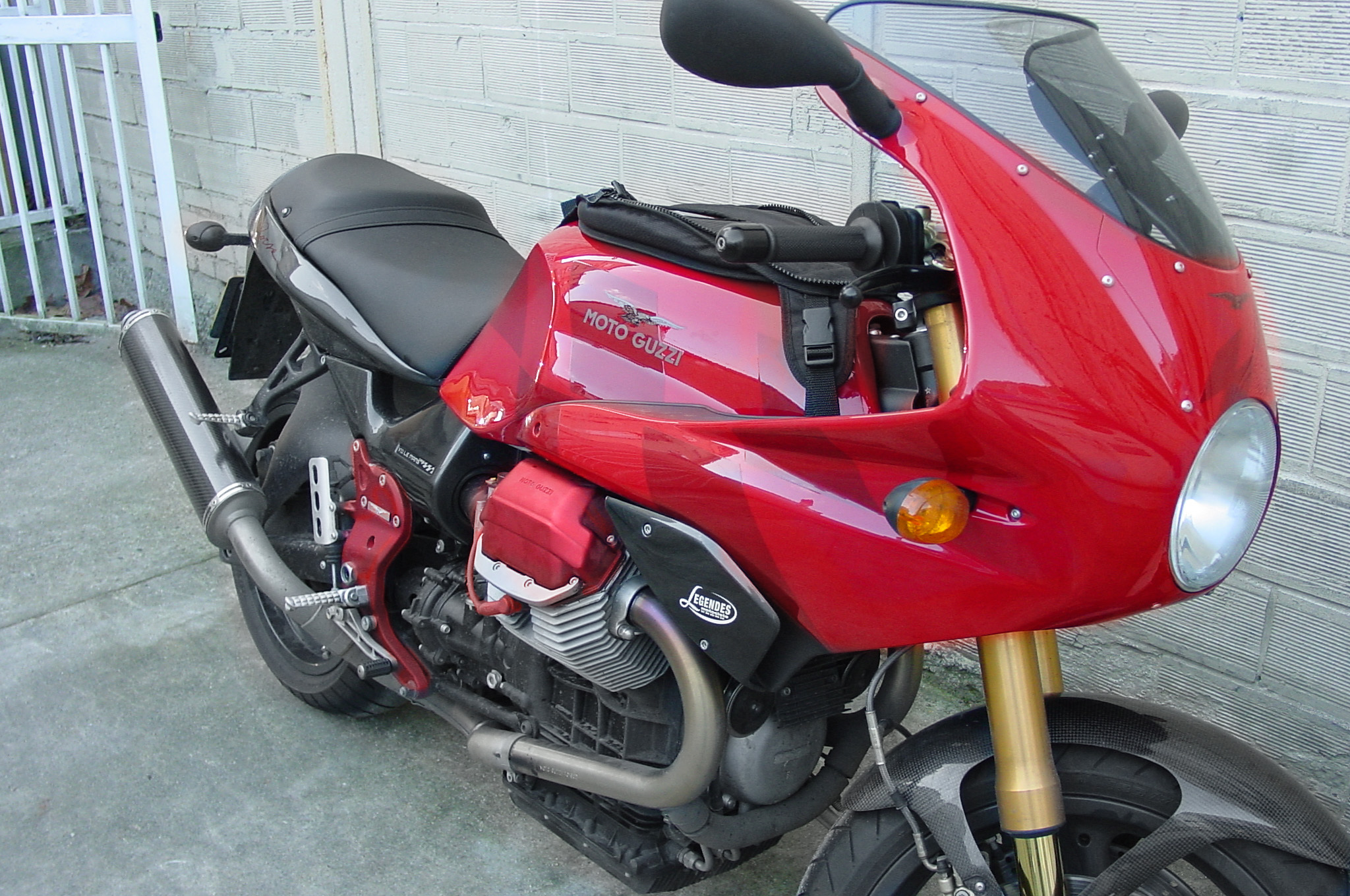
V11 Le Mans Rosso Corsa.
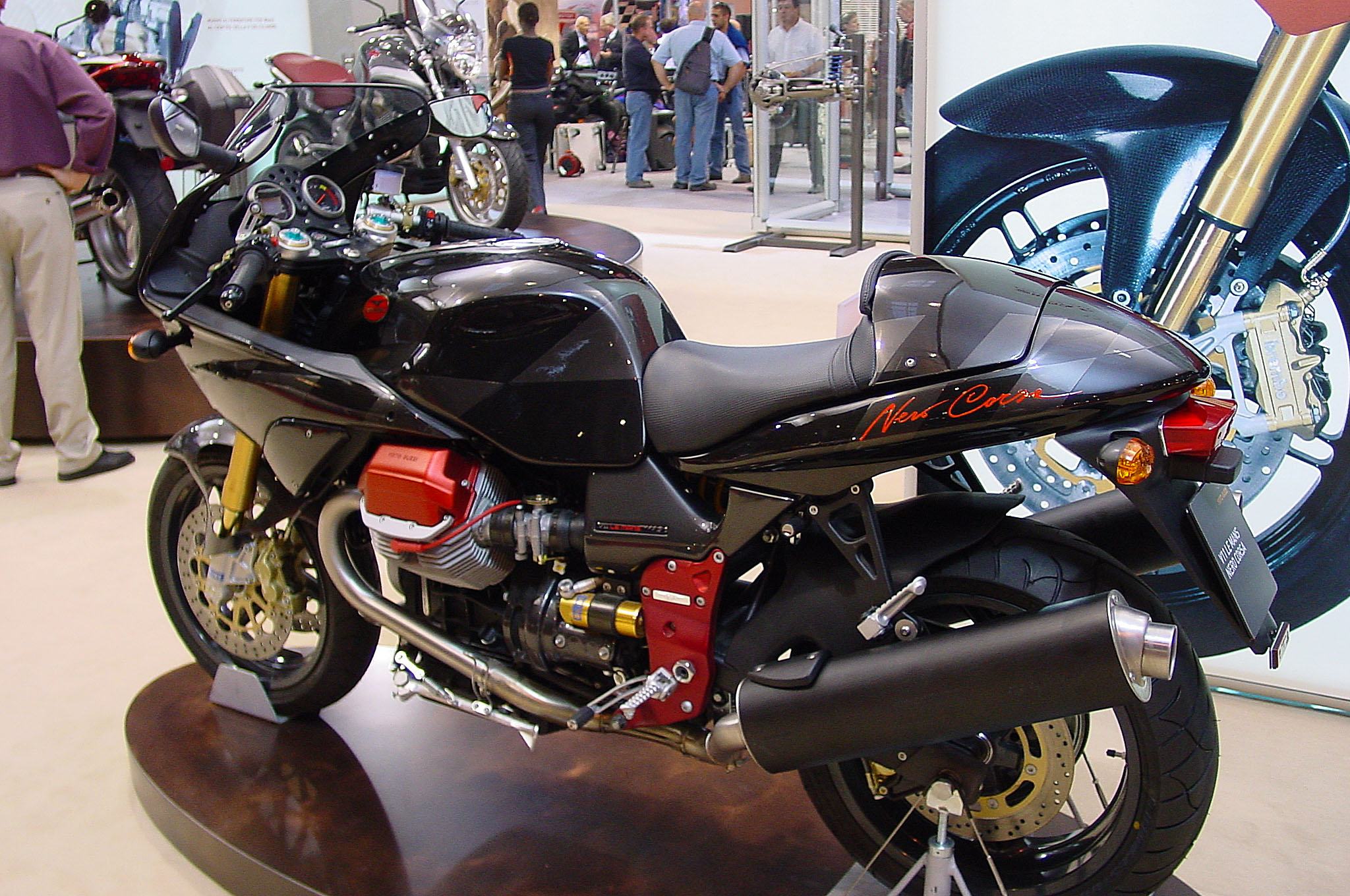
V11 Le Mans Nero Corsa.